# Andrea Marcovicci
Andrea Marcovicci (* 18. November 1948 in New York City, New York) ist eine US-amerikanische Schauspielerin und Sängerin.

## Biografie

### Privatleben
Ein einschneidendes Erlebnis in ihrem Leben war der Tod des Fotografen Daniel Adams, der 1985 an AIDS erkrankte und 1989 der Krankheit erlag. Sie hatten einst eine Affäre, bis Adams sich seiner Homosexualität bewusst wurde. Seither verband sie ein starkes freundschaftliches Band. Nachdem er so früh aus dem Leben hatte scheiden müssen, war Marcovicci nicht mehr bereit, auf irgendein Ereignis zu warten, sondern nahm ihr Leben und ihre Karriere entschlossen selbst in die Hand.
Seit 1. Februar 1993 ist Marcovicci mit dem Schauspieler Daniel Reichert verheiratet, mit dem sie im San Fernando Valley lebt. Gemeinsam haben sie eine Tochter, Alice Wolf Reichert, die am 17. August 1995 geboren wurde.

### Schauspielerin
Neben einer Reihe von Filmen wie Der Strohmann (1976, mit Woody Allen, für den sie 1977 für den Golden Globe Award als beste Nachwuchsdarstellerin nominiert wurde), Airport ’80 – Die Concorde (1979, mit Alain Delon), Die Hand (1981, mit Michael Caine) und Stuff – Ein tödlicher Leckerbissen (1985) wirkte sie in zahlreichen Fernsehserien mit.
So begann ihre Karriere vor der Kamera in der Fernsehserie Love Is a Many Splendored Thing, in der sie zu Beginn der 1970er Jahre die Rolle der Dr. Betsy Chernak Taylor verkörperte. Des Weiteren wirkte sie in den 1970er Jahren in je zwei Episoden der Fernsehserien Mannix und Einsatz in Manhattan mit. In den 1980er Jahren folgten Auftritte in den Fernsehserien Magnum, Agentin mit Herz, Trapper John, M.D., Mord ist ihr Hobby und andere.

### Sängerin
Als Sängerin trat Andrea Marcovicci über einen Zeitraum von mehr als zwanzig Jahren im renommierten Algonquin Hotel im New Yorker Stadtteil Manhattan auf. Denn in der Musik kann sie ihre persönlichen Gefühle besser zum Ausdruck bringen als in der Schauspielerei. Dennoch sieht sie sich selbst eher als eine Schauspielerin, die singt, als eine Sängerin, die schauspielert. Da sie grundsätzlich beide Charaktere gerne vereinbart, liebt sie insbesondere das Kabarett, das gemäß ihrer eigenen Aussage „eine bewährte und wahrhaftige Kunstform ist.“
1993 gab sie ihr Debüt als Solosängerin in der Carnegie Hall, wo sie mit dem American Symphony Orchestra auftrat.
Außerdem hat Andrea Marcovicci eine Vielzahl von CDs aufgenommen.

## Filmografie (Auswahl)
- 1972: You Are There (Fernsehserie, 1 Folge)
- 1973: Love Is a Many Splendored Thing (Fernsehserie, 2 Folgen)
- 1973: Cry Rape (Fernsehfilm)
- 1974: Ein Lächeln vor dem Tode (Smile Jenny, You’re Dead, Fernsehfilm)
- 1974: Medical Center (Fernsehserie, 1 Folge)
- 1974: Paul Sand in Friends and Lovers (Fernsehserie, 1 Folge)
- 1974–1977: Einsatz in Manhattan (Kojak, Fernsehserie, 2 Folgen)
- 1975: Thriller (Fernsehserie, 1 Folge)
- 1975: Mannix (Fernsehserie, 2 Folgen)
- 1976: Der Strohmann (The Front)
- 1976: Baretta (Fernsehserie, 1 Folge)
- 1979: Airport ’80 – Die Concorde (Airport ’80 – The Concorde)
- 1979: Some Kind of Miracle (Fernsehfilm)
- 1979: A Vacation in Hell (Fernsehfilm)
- 1981: Die Hand (The Hand)
- 1981: Kings and Desperate Men
- 1981: Polizeirevier Hill Street (Hill Street Blues, Fernsehserie, 4 Folgen)
- 1981: Der unglaubliche Hulk (The Incredible Hulk, Fernsehserie, 1 Folge)
- 1981: Shannon (Fernsehserie, 1 Folge)
- 1981: Magnum (Magnum, P.I., Fernsehserie, 1 Folge)
- 1981–1982: Taxi (Fernsehserie, 2 Folgen)
- 1981–1986: Trapper John, M.D. (Fernsehserie, 6 Folgen)
- 1982: The Phoenix (Fernsehserie, 1 Folge)
- 1982: Die Zeitreisenden (Voyagers!, Fernsehserie, 1 Folge)
- 1983: Auf und davon (Packin‘ It In)
- 1983: Spacehunter – Jäger im All (Spacehunter: Adventures in the Forbidden Zone)
- 1984: Spraggue (Fernsehfilm)
- 1984: Frauen wie Samt und Stahl (Velvet, Fernsehfilm)
- 1984: Agentin mit Herz (Scarecrow and Mrs. King, Fernsehserie, 1 Folge)
- 1985: Berrengers’s (Fernsehserie, 12 Folgen)
- 1985: Stuff – Ein tödlicher Leckerbissen (The Stuff)
- 1986: Unglaubliche Geschichten (Amazing Stories, Fernsehserie, 1 Folge)
- 1986: Das Gespenst von Canterville (The Canterville Ghost, Fernsehfilm)
- 1987: CBS Summer Playhouse (Fernsehserie, 1 Folge)
- 1987: Mord ist ihr Hobby (Murder, She Wrote, Fernsehserie, 1 Folge)
- 1987: Ein Tag für die Liebe – Someone to Love (Someone to Love)
- 1988: Mama’s Boy (Fernsehserie, 1 Folge)
- 1992: Die Wassermaschine (The Water Engine, Fernsehfilm)
- 1993: Mein Vater – Mein Freund (Jack the Bear)
- 1995: The Wright Verdicts (Fernsehserie, 1 Folge)
- 1996: Cybill (Fernsehserie, 1 Folge)
- 1996: The Beatnicks (Kurzfilm)
- 2001: Arli$$ (Fernsehserie, 1 Folge)
- 2003: Strong Medicine: Zwei Ärztinnen wie Feuer und Eis (Strong Medicine, Fernsehserie, 1 Folge)
- 2009: Irene in Time
- 2010: General Hospital (Fernsehserie, 2 Folgen)
- 2011: Driving by Braille
- 2015: Charlie (Kurzfilm)
- 2019: Die Kunst des toten Mannes (Velvet Buzzsaw)
- 2019: Baskets (Fernsehserie, 6 Folgen)

## Diskografie
- I’ll Be Seeing You
- December Songs
- New Words
- Here, There And Everywhere
- If I Were A Bell
- My Christmas Song or You
- Sings Rodgers & Hart
- As Time Goes By: The Best of Andrea Marcovicci
- Smile